# Макгрегор (Минесота)
Макгрегор (енгл. McGregor) град је у америчкој савезној држави Минесота.

## Демографија
По попису из 2010. године број становника је 391, што је 13 (-3,2%) становника мање него 2000. године.
| Група             | 2000.       | 2010.       |
| Белци             | 386 (95,5%) | 371 (94,9%) |
| Афроамериканци    | 2 (0,5%)    | 1 (0,3%)    |
| Азијати           | 0 (0,0%)    | 0 (0,0%)    |
| Хиспаноамериканци | 2 (0,5%)    | 2 (0,5%)    |
| Укупно            | 404         | 391         |